# شاراپوفکا
شاراپوفکا (انگلیسی: Sharapovka) یک شهرک در شهرستان چیشمینسکی در استان باشقیرستان کشور روسیه است.